# Chabula
Chabula és un gènere d'arnes de la família Crambidae.

## Taxonomia
- Chabula acamasalis (Walker, 1859)
- Chabula vedonalis Swinhoe, 1894